# US-amerikanische Badmintonmeisterschaft 1938
Die US-amerikanische Badmintonmeisterschaft 1938 war die zweite Auflage der nationalen Titelkämpfe im Badminton in den USA. Sie fand vom 23. bis zum 26. März 1938 im Penn Athletic Club in Philadelphia statt.

## Finalergebnisse
| Disziplin    | Sieger                       | Finalist                              | Ergebnis            |
| ------------ | ---------------------------- | ------------------------------------- | ------------------- |
| Herreneinzel | Walter R. Kramer             | William Markham                       | 15-12, 17-15        |
| Dameneinzel  | Bertha Barkhuff              | Mary Whittemore                       | 7-11, 11-6, 11-4    |
| Herrendoppel | Hamilton Law Richard Yeager  | Don Eversoll Chester Goss             | 15-10, 15-10        |
| Damendoppel  | Helen Gibson Wanda Bergman   | Bertha Barkhuff Zoe Smith             | 18-13, 10-15, 18-14 |
| Mixed        | Hamilton Law Bertha Barkhuff | Chester Goss Hazel Hotchkiss Wightman | 15-5, 15-11         |